# Cameron Norrie
Cameron Norrie (Johannesburgo, Sudáfrica,  23 de agosto de 1995) es un tenista profesional británico.

## Carrera
Ha logrado hasta el momento cinco títulos de la categoría ATP, tres en la Challenger Tour y varios títulos Futures tanto en individuales como en dobles.

## ATP Tour Masters 1000

### Títulos (1)
| Año  | Torneo       | Superficie | Ind/Outdoor | Oponente en la final | Resultado     |
| 2021 | Indian Wells | Dura       | Outdoor     | Nikoloz Basilashvili | 3-6, 6-4, 6-1 |

## Títulos ATP (6; 5+1)

### Individual (5)
| Leyenda                  |
| Grand Slam (0)           |
| ATP World Tour Final (0) |
| ATP Masters 1000 (1)     |
| ATP World Tour 500 (1)   |
| ATP World Tour 250 (3)   |

| N.º | Fecha                 | Torneo         | Superficie    | Oponente en la final | Resultado        |
| --- | --------------------- | -------------- | ------------- | -------------------- | ---------------- |
| 1.  | 24 de julio de 2021   | Los Cabos      | Dura          | Brandon Nakashima    | 6-2, 6-2         |
| 2.  | 17 de octubre de 2021 | Indian Wells   | Dura          | Nikoloz Basilashvili | 3-6, 6-4, 6-1    |
| 3.  | 20 de febrero de 2022 | Delray Beach   | Dura          | Reilly Opelka        | 7-6(1), 7-6(4)   |
| 4.  | 21 de mayo de 2022    | Lyon           | Tierra batida | Alex Molčan          | 6-3, 6-7(3), 6-1 |
| 5.  | 26 de febrero de 2023 | Río de Janeiro | Tierra batida | Carlos Alcaraz       | 5-7, 6-4, 7-5    |

#### Finalista (10)
| N.º | Fecha                  | Torneo       | Superficie    | Oponente en la final | Resultado        |
| --- | ---------------------- | ------------ | ------------- | -------------------- | ---------------- |
| 1.  | 12 de enero de 2019    | Auckland     | Dura          | Tennys Sandgren      | 4-6, 2-6         |
| 2.  | 2 de mayo de 2021      | Estoril      | Tierra batida | Albert Ramos         | 6-4, 3-6, 6-7(3) |
| 3.  | 23 de mayo de 2021     | Lyon         | Tierra batida | Stefanos Tsitsipas   | 3-6, 3-6         |
| 4.  | 20 de junio de 2021    | Queen's Club | Hierba        | Matteo Berrettini    | 4-6, 7-6(5), 3-6 |
| 5.  | 3 de octubre de 2021   | San Diego    | Dura          | Casper Ruud          | 0-6, 2-6         |
| 6.  | 26 de febrero de 2022  | Acapulco     | Dura          | Rafael Nadal         | 4-6, 4-6         |
| 7.  | 7 de agosto de 2022    | Los Cabos    | Dura          | Daniil Medvédev      | 5-7, 0-6         |
| 8.  | 14 de enero de 2023    | Auckland     | Dura          | Richard Gasquet      | 6-4, 4-6, 4-6    |
| 9.  | 19 de febrero de 2023  | Buenos Aires | Tierra batida | Carlos Alcaraz       | 3-6, 5-7         |
| 10. | 9 de noviembre de 2024 | Metz         | Dura (i)      | Benjamin Bonzi       | 6-7(6), 4-6      |

### Dobles (1)
| Leyenda                    |
| Grand Slam (0)             |
| ATP Wourld Tour Finals (0) |
| ATP Masters 1000 (0)       |
| ATP World Tour 500 (0)     |
| ATP World Tour 250 (1)     |

| N.º | Fecha             | Torneo  | Superficie    | Pareja      | Oponentes en la final      | Resultado |
| --- | ----------------- | ------- | ------------- | ----------- | -------------------------- | --------- |
| 1.  | 6 de mayo de 2018 | Estoril | Tierra batida | Kyle Edmund | Wesley Koolhof Artem Sitak | 6-4, 6-2  |

## Clasificación histórica
| Torneos de Grand Slam       |                 |                 |                 |                 |              |              |              |      |            |            |
| Abierto de Australia        | A               | A               | 1R              | 1R              | 3R           | 1R           | 3R           |      | 0 / 5      | 4-5        |
| Roland Garros               | A               | 2R              | 1R              | 1R              | 3R           | 3R           | 3R           |      | 0 / 6      | 7-6        |
| Wimbledon                   | A               | 1R              | 2R              | ND              | 3R           | SF           | 2R           |      | 0 / 6      | 9-6        |
| US Open                     | 2R              | 2R              | 1R              | 3R              | 1R           | 4R           | 3R           |      | 0 / 7      | 9-7        |
| Ganados–Perdidos            | 1-1             | 2-3             | 1-4             | 2-3             | 6-4          | 10-4         | 7-4          |      | 0 / 24     | 29-24      |
| Torneo de maestros          |                 |                 |                 |                 |              |              |              |      |            |            |
| ATP Finals                  | No se clasificó | No se clasificó | No se clasificó | No se clasificó | RR           | NSC          | NSC          |      | 0 / 1      | 0-2        |
| ATP World Tour Masters 1000 |                 |                 |                 |                 |              |              |              |      |            |            |
| Indian Wells                | A               | 1R              | 1R              | ND              | G            | CF           | CF           |      | 1 / 5      | 12-4       |
| Miami                       | A               | 1R              | 1R              | ND              | 3R           | 4R           | 2R           |      | 0 / 5      | 4-5        |
| Montecarlo                  | A               | A               | 3R              | ND              | A            | 2R           | 1R           |      | 0 / 3      | 2-3        |
| Madrid                      | A               | A               | A               | ND              | A            | 3R           | 3R           |      | 0 / 2      | 3-2        |
| Roma                        | A               | A               | 3R              | A               | 2R           | 2R           | 4R           |      | 0 / 4      | 5-4        |
| Canadá                      | A               | A               | 2R              | ND              | 1R           | 3R           | 1R           |      | 0 / 4      | 3-4        |
| Cincinnati                  | A               | A               | A               | 1R              | 1R           | SF           | 1R           |      | 0 / 4      | 4-4        |
| Shanghái                    | A               | A               | 2R              | No disputado    | No disputado | No disputado | 2R           |      | 0 / 2      | 1-2        |
| París                       | A               | A               | 1R              | A               | 3R           | 2R           | A            |      | 0 / 3      | 3-3        |
| Ganados-Perdidos            | 0-0             | 0-2             | 6-7             | 0-1             | 11-5         | 15-8         | 6-8          |      | 1 / 32     | 37-31      |
| Representación nacional     |                 |                 |                 |                 |              |              |              |      |            |            |
| Juegos Olímpicos            | No Celebrado    | No Celebrado    | No Celebrado    | No Celebrado    | A            | No Celebrado | No Celebrado |      | 0 / 0      | 0-0        |
| Copa Davis                  | A               | PO              | A               | A               | CF           | RR           | CF           |      | 0 / 4      | 7-8        |
| ATP Cup                     | Inexistente     | Inexistente     | Inexistente     | CF              | NSC          | RR           | ND           | ND   | 0 / 2      | 2-5        |
| United Cup                  | Inexistente     | Inexistente     | Inexistente     | Inexistente     | Inexistente  | Inexistente  | CF           | RR   | 0 / 2      | 4-1        |
| Ganados–Perdidos            | 0-0             | 2-2             | 0-0             | 2-2             | 2-1          | 1-5          | 5-3          | 1-1  | 0 / 8      | 13-14      |
| Estadísticas                |                 |                 |                 |                 |              |              |              |      |            |            |
|                             | 2017            | 2018            | 2019            | 2020            | 2021         | 2022         | 2023         | 2024 | T/P        | G-P        |
| Torneos                     | 4               | 16              | 25              | 13              | 24           | 24           | 23           |      | 127        | 127        |
| Títulos                     | 0               | 0               | 0               | 0               | 2            | 2            | 1            |      | 5          | 5          |
| Finales                     | 0               | 0               | 1               | 0               | 6            | 4            | 3            |      | 11         | 11         |
| G–P en General              | 2-4             | 19-18           | 21-25           | 9-13            | 52-25        | 49-26        | 35-23        |      | 5 / 127    | 187-134    |
| Ranking                     | 114             | 90              | 53              | 71              | 12           | 14           | 18           |      | $9,079,199 | $9,079,199 |

## Challengers y Futures

### Individuales
| Leyenda (Individuales) |
| ---------------------- |
| Challengers (3)        |
| Futures (3)            |

### Individuales (3)
| N.º | Fecha                | Torneo                   | Superficie | Oponente        | Resultado     |
| --- | -------------------- | ------------------------ | ---------- | --------------- | ------------- |
| 1.  | 30 de julio de 2017  | Challenger de Binghamton | Dura       | Jordan Thompson | 6-4, 0-6, 6-4 |
| 2.  | 1 de octubre de 2017 | Challenger de Tiburon    | Dura       | Tennys Sandgren | 6-2, 6-3      |
| 3.  | 8 de octubre de 2017 | Challenger de Stockton   | Dura       | Darian King     | 6-1, 6-3      |